# Gornhausen
Gornhausen ist eine Ortsgemeinde im Landkreis Bernkastel-Wittlich in Rheinland-Pfalz. Sie gehört der Verbandsgemeinde Bernkastel-Kues an.

## Geographie

### Lage
Gornhausen liegt am Fuße des Haardtkopfes (658 m) im Hunsrück. 63,2 Prozent der Gemarkungsfläche sind bewaldet. Nächstgelegenes Mittelzentrum ist Bernkastel-Kues; nächstgelegenes Oberzentrum ist Trier. Nachbargemeinden sind unter anderem Veldenz, Burgen, Morbach-Elzerath und Brauneberg-Hirzlei.

### Klima
Der Jahresniederschlag beträgt 869 mm.

## Geschichte
Gornhausen kam 1694 (de facto) bzw. 1733 (de jure) mit dem Amt Veldenz aus dem Pfalz-Veldenzer Erbe an Kurpfalz. In der sogenannten Franzosenzeit gehörte der Ort von 1798 bis 1814 zum Kanton Bernkastel im Saardepartement, 1815 wurde er auf dem Wiener Kongress dem Königreich Preußen zugeordnet.
Seit 1946 ist der Ort Teil des damals neu gebildeten Landes Rheinland-Pfalz.

## Politik

### Gemeinderat
Der Ortsgemeinderat in Gornhausen besteht aus sechs Ratsmitgliedern, die bei der Kommunalwahl am 9. Juni 2024 in einer personalisierten Verhältniswahl gewählt wurden, und dem ehrenamtlichen Ortsbürgermeister als Vorsitzendem.
Die Sitzverteilung im Ortsgemeinderat:
| Wahl | WGD a             | WGS b             | Gesamt  |
| ---- | ----------------- | ----------------- | ------- |
| 2024 | 2                 | 4                 | 6 Sitze |
| 2019 | per Mehrheitswahl | per Mehrheitswahl | 6 Sitze |

### Bürgermeister
Stefan Wagner wurde am 21. November 2019 Ortsbürgermeister von Gornhausen. Da bei der Direktwahl am 26. Mai 2019 kein Wahlvorschlag eingereicht wurde, oblag die Neuwahl des Bürgermeisters gemäß rheinland-pfälzischer Gemeindeordnung dem Rat. Dieser entschied sich für Stefan Wagner. Bei der Direktwahl am 9. Juni 2024 wurde er als einziger Bewerber mit einem Stimmenanteil von 83,3 % für weitere fünf Jahre wiedergewählt.
Sein Vorgänger als Ortsbürgermeister war Rainer Schommer.

### Wappen
| Wappen von Gornhausen | Blasonierung: „Schild von Blau über Silber geteilt, oben drei silberne Sterne balkenweise, unten aus dem Schildrand wachsend eine schwarze Burg mit einem Zinnenturm, flankiert von zwei spitzen Türmen.“       |
| Wappen von Gornhausen | Wappenbegründung: Die Wappenfarben Silber und Blau verweisen auf die Zugehörigkeit zur früheren Grafschaft Veldenz. Sterne und Burg setzen die Siegelfunktion des ehemaligen Gornhausener Gerichtssiegels fort. |

## Kultur und Sehenswürdigkeiten
300 Jahre alte Eiche, alte Mühle, Klaramühle, Barbelley (Aussichtsfelsen), Sender Haardtkopf und Aussicht bis in die Eifel und Moselregion um Bernkastel-Kues.

### Kultur- und Naturdenkmäler
- Liste der Kulturdenkmäler in Gornhausen
- Liste der Naturdenkmale in Gornhausen

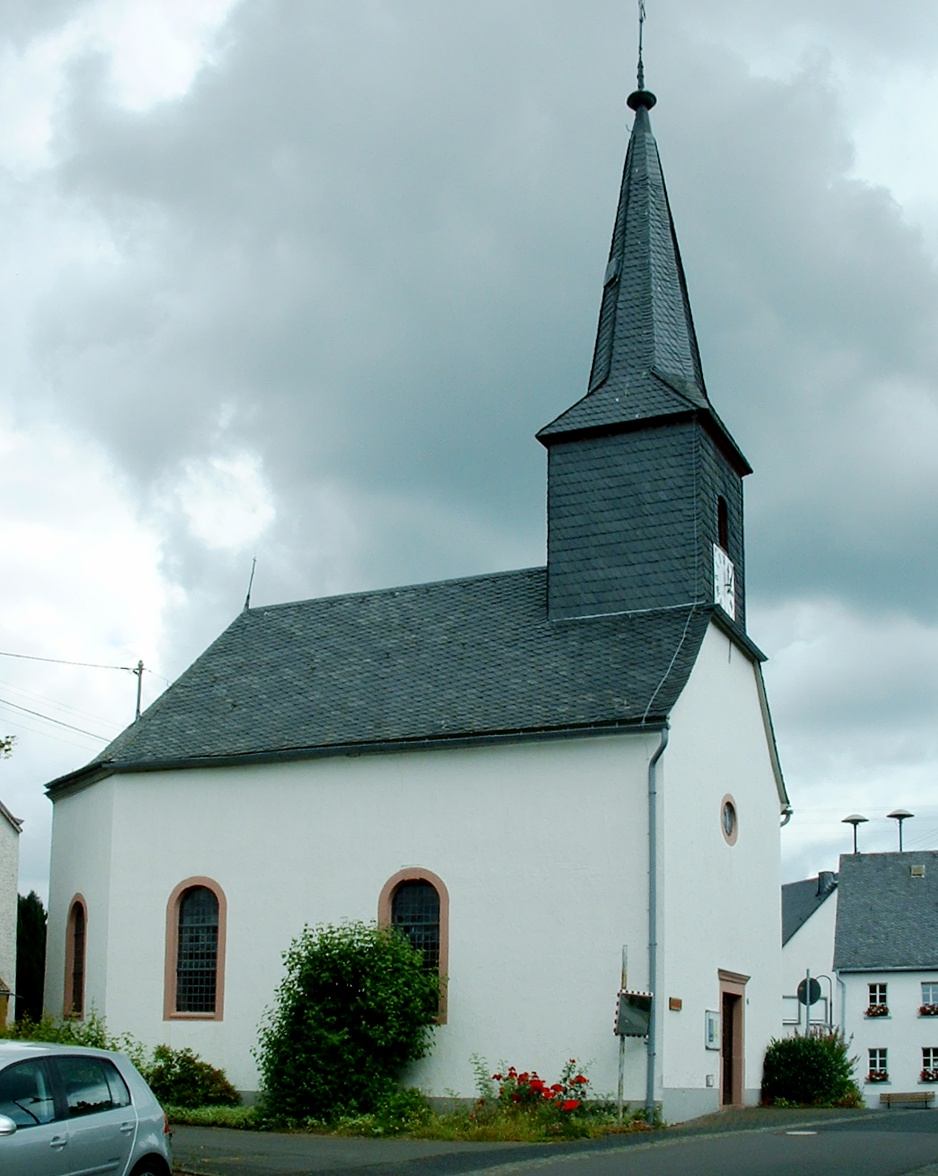
Evangelische Kirche Gornhausen
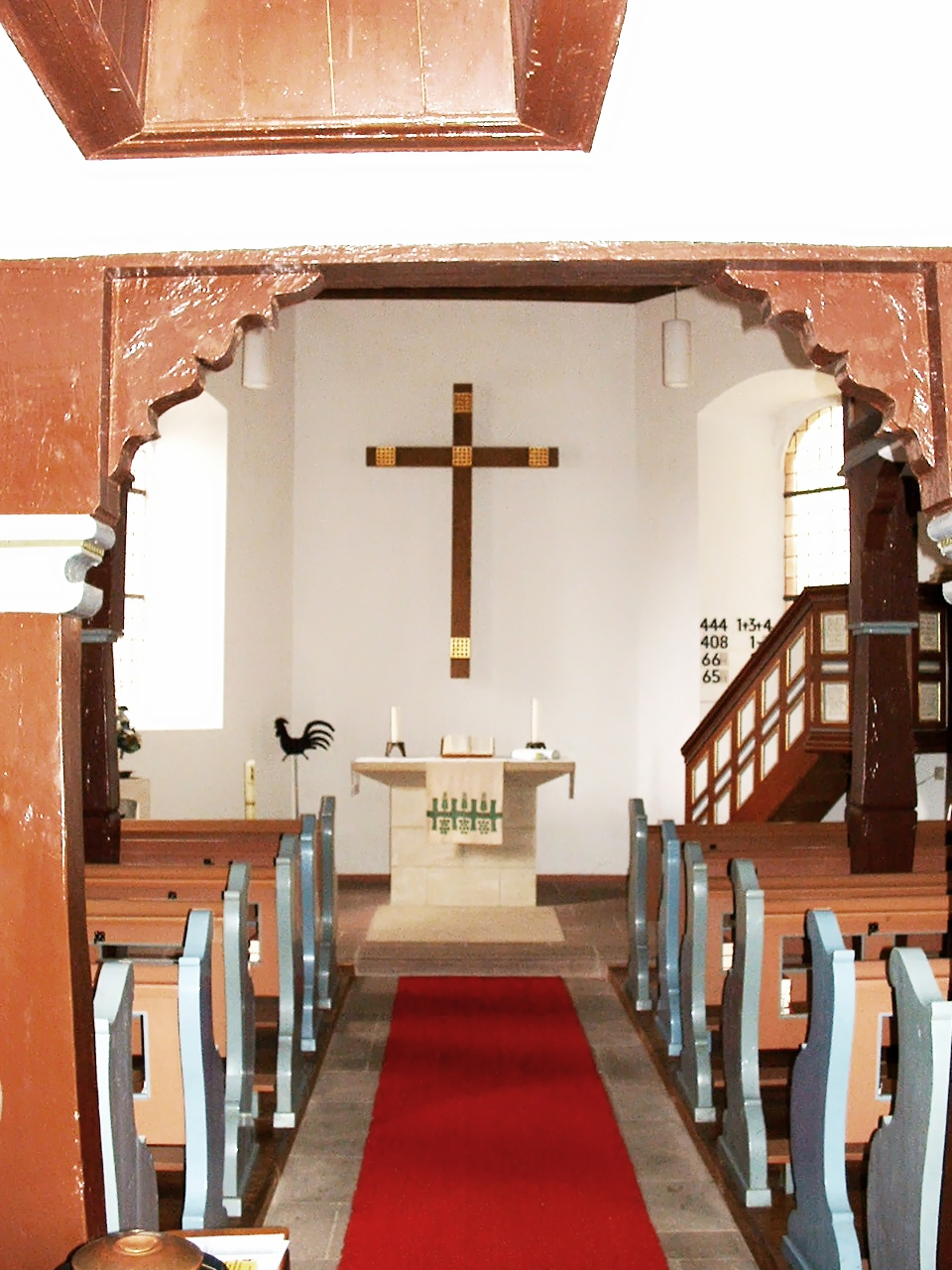
Innenansicht der Kirche
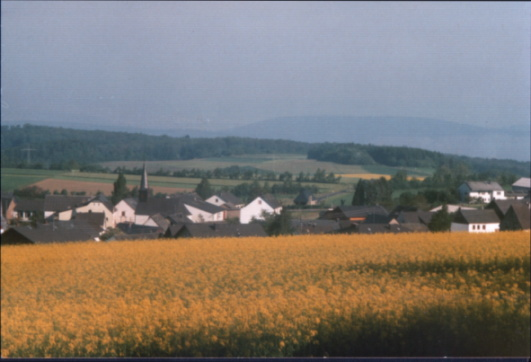
Ortsansicht Gornhausen
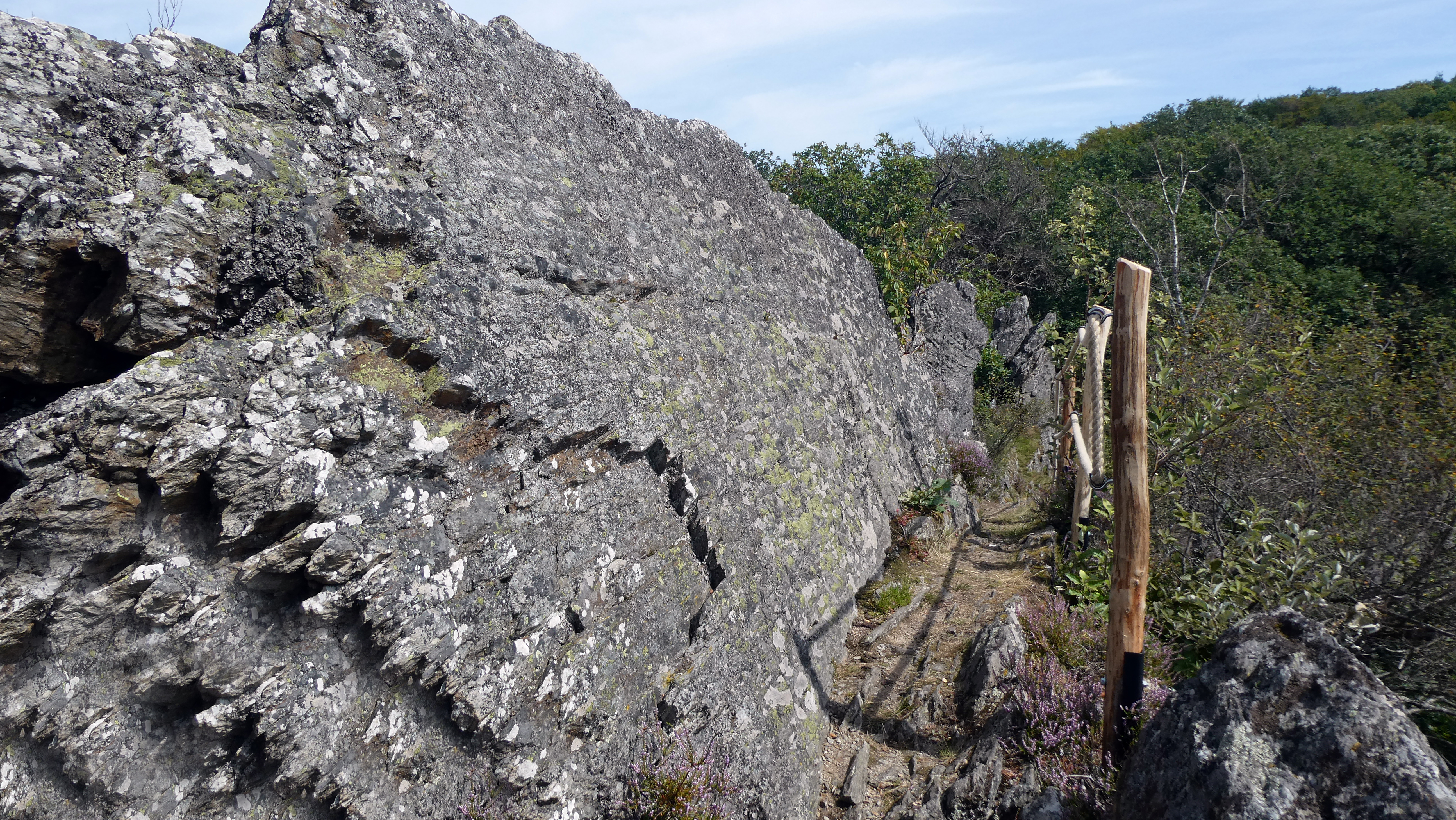
Barbelley-Felsengruppe
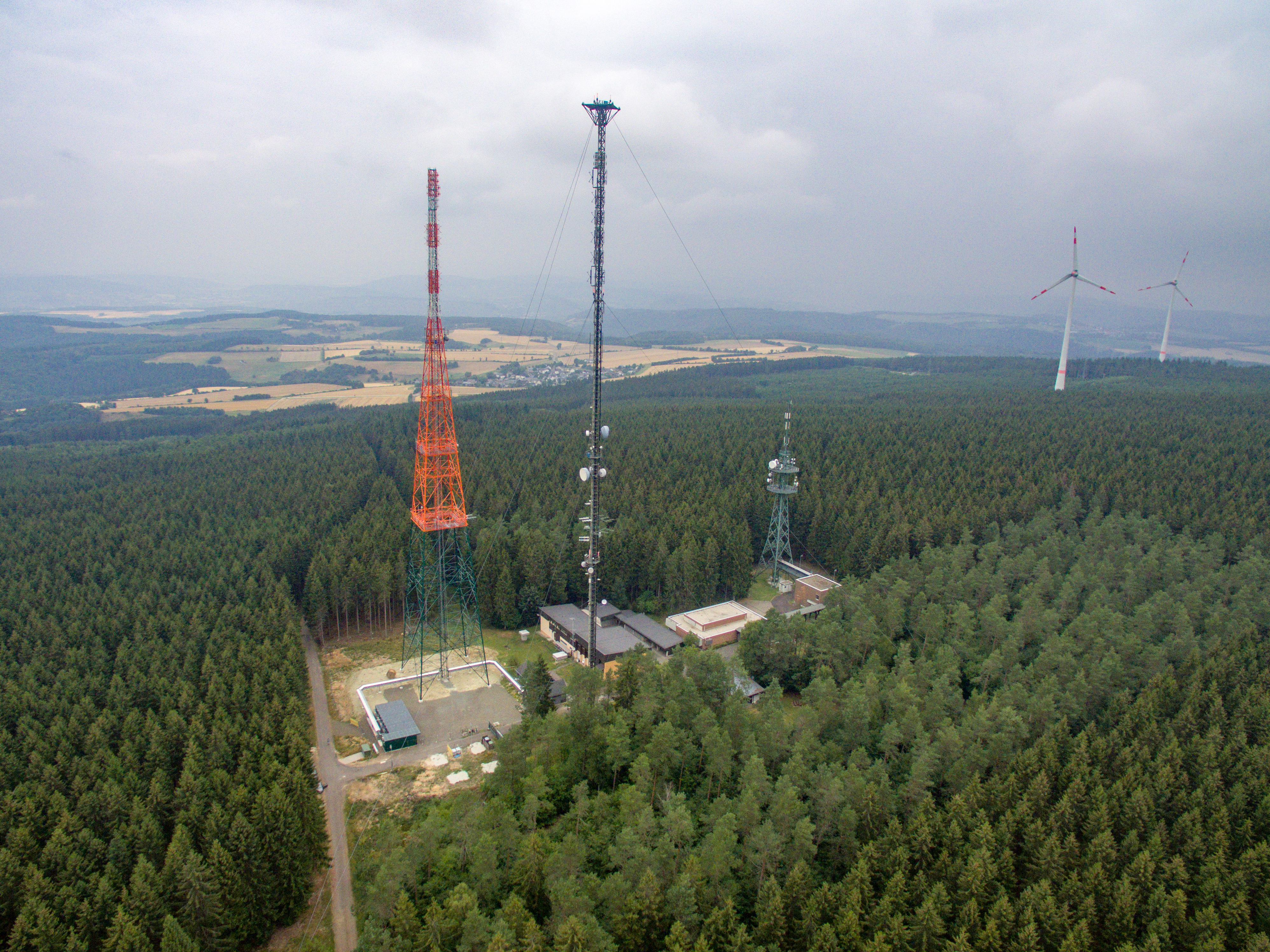
Sendeanlage Haardtkopf
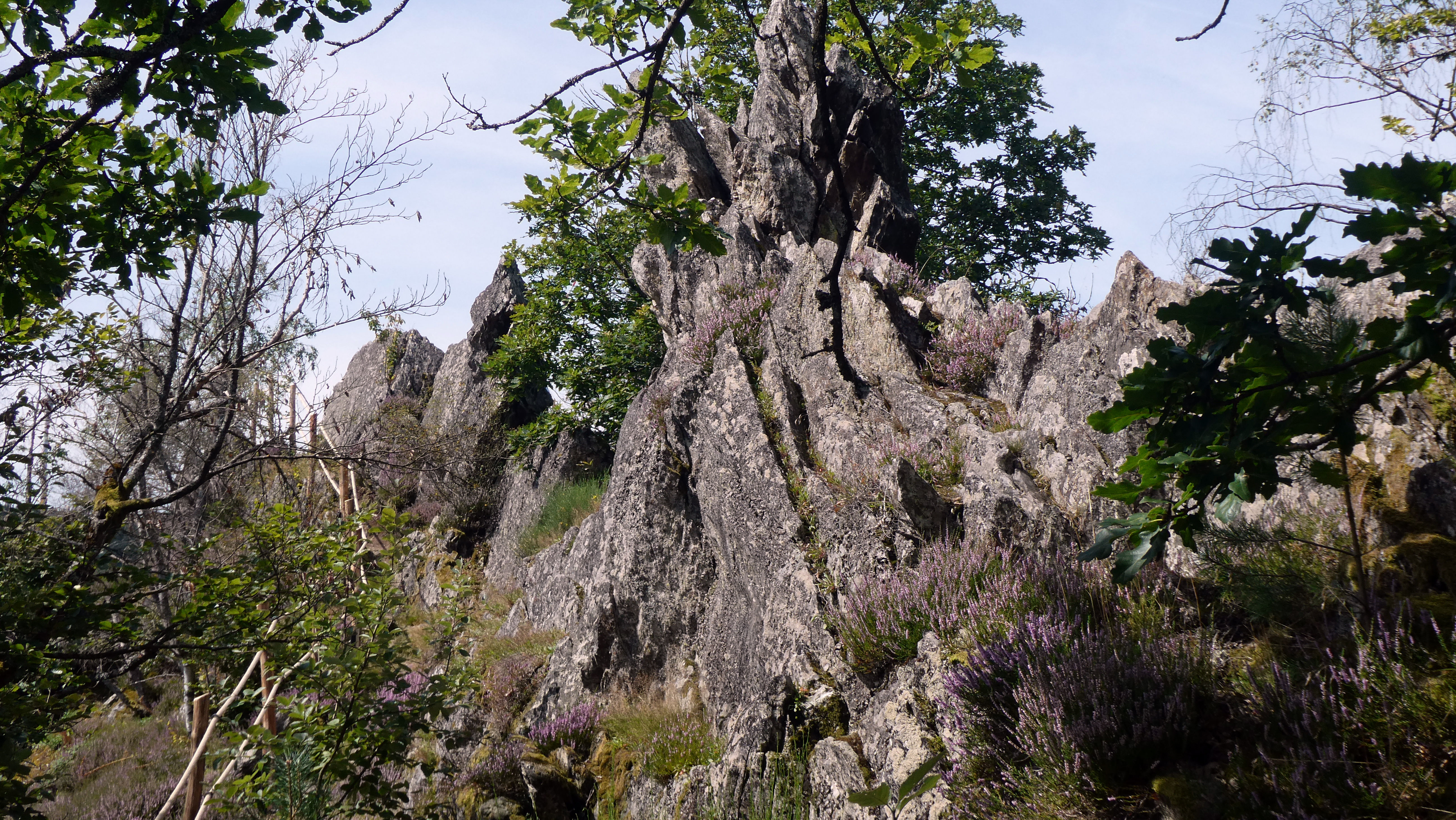
Der Barbelley
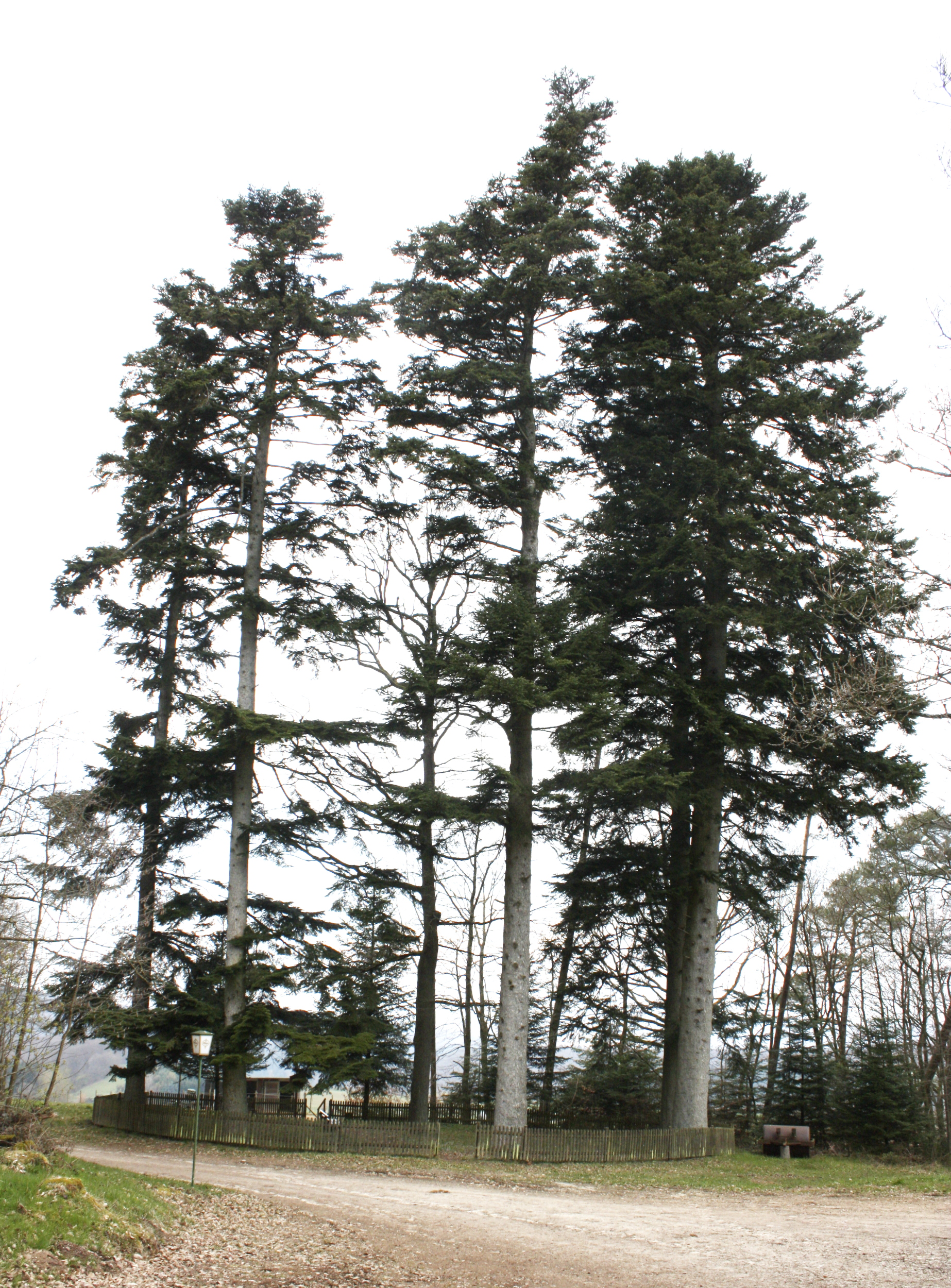
Kaisergarten Gornhausen

### Regelmäßige Veranstaltungen
Im Sommer, meist Anfang August, ist Gornhausen zusammen mit den anderen Gemeinden der ehemaligen Grafschaft Veldenz Gastgeber der ADAC Deutschlandrallye.

## Sendeanlage auf dem Haardtkopf
Seit 1952 befindet sich auf dem Haardtkopf der 186 Meter hohe Sender Haardtkopf.

## Persönlichkeiten
- Britta Steck (* 1965), Landessprecherin von Bündnis 90/Die Grünen